# Charles Goodyear

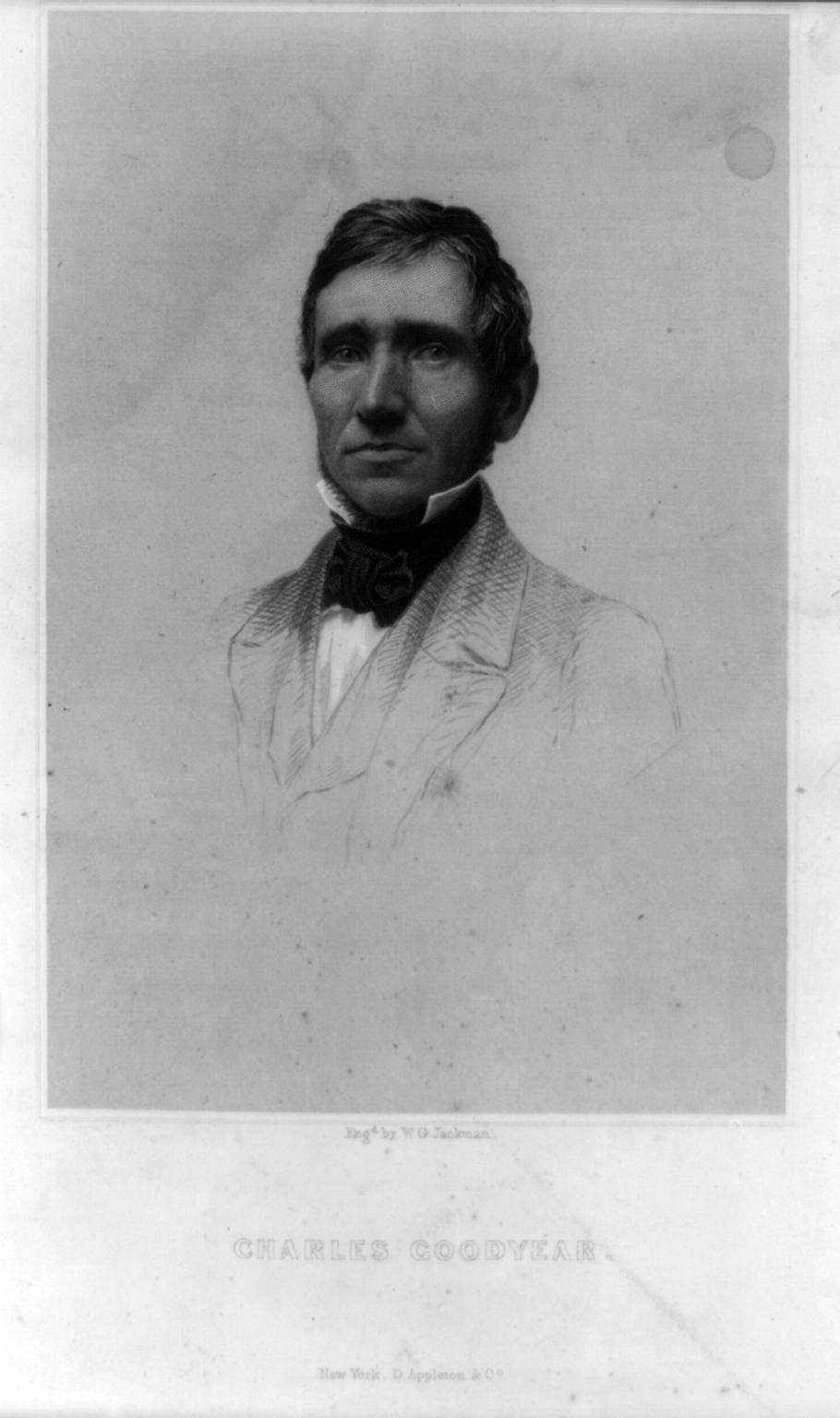
Charles Goodyear

Charles Goodyear (ur. 29 grudnia 1800 w New Haven, zm. 1 lipca 1860 w Nowym Jorku) – amerykański wynalazca i przedsiębiorca, twórca podstaw współczesnego przemysłu gumowego.
W 1839 wynalazł technologię produkcji gumy.
Był odkrywcą sposobu wulkanizacji kauczuku, który został opatentowany 15 czerwca 1844 roku.
W 1856 roku został odznaczony francuskim Krzyżem Legii Honorowej w uznaniu jego zasług dla dobra publicznego.
Mimo swoich wynalazków zmarł w nędzy.
Na jego cześć nazwano już po jego śmierci założone w 1898 przedsiębiorstwo przemysłu gumowego Goodyear Tire and Rubber Company (w skrócie Goodyear), z którą jednak ani on ani jego rodzina nie mieli nic wspólnego.